# Sophronitis alaorii
Cattleya alaorii là một loài lan đặc hữu của Brasil (Bahia).

## Hình ảnh

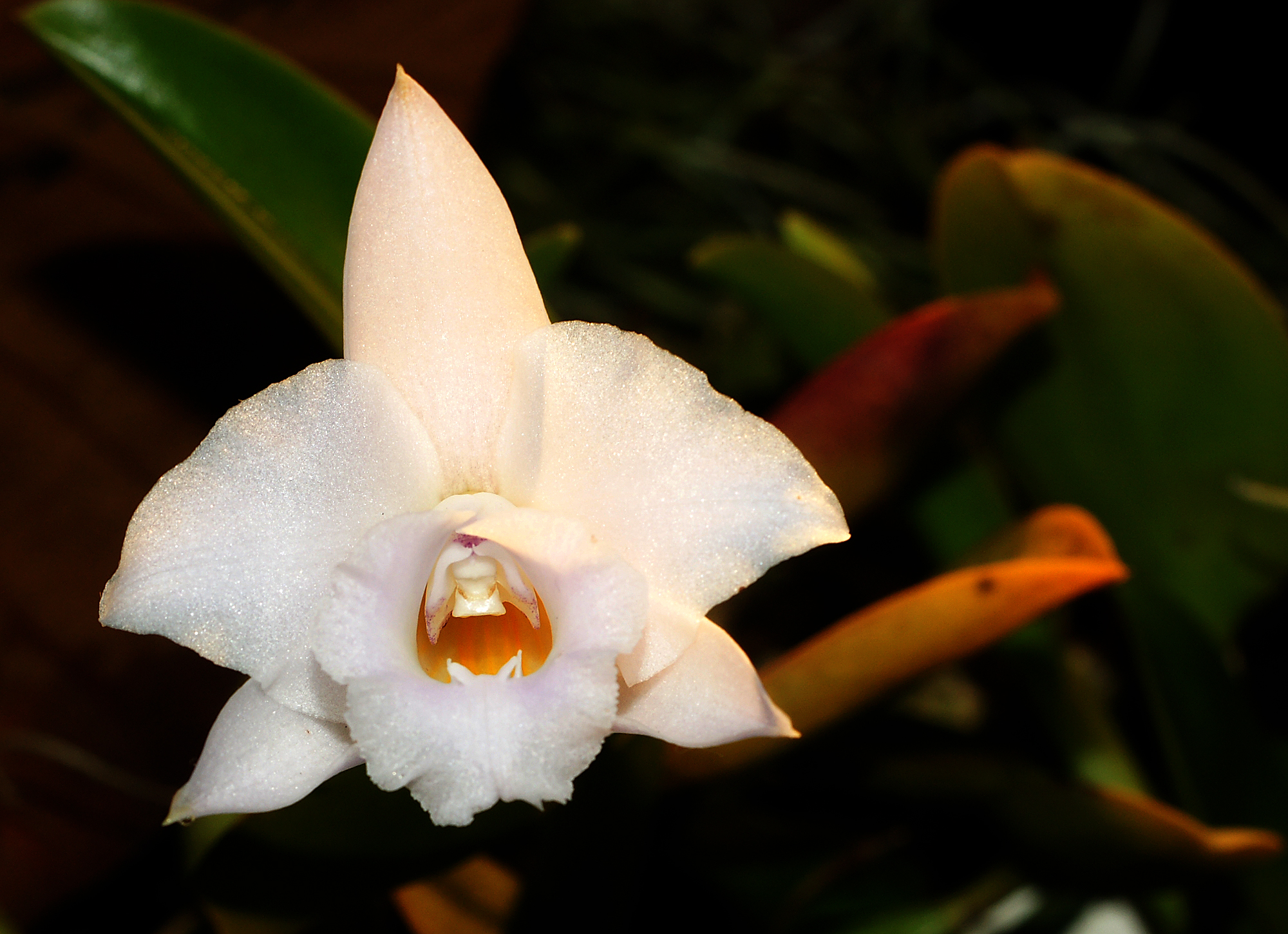